# Shout Out Louds
Shout Out Louds är ett svenskt indieband från Stockholm som bildades 2001.
Shout Out Louds debutalbum Howl Howl Gaff Gaff gav ut 2003 i Sverige. Två år senare gavs det ut i resten av världen. Bandet nominerades i 2006 års Grammisgala för årets musikvideo med låten The Comeback.
2007 gav bandet ut sitt andra album, Our Ill Wills, producerat av Björn Yttling från bandet Peter Bjorn and John. Albumet innehåller låtarna Tonight I Have to Leave It och Impossible. Bandet gjorde tv-debut på Sommarkrysset (TV4) den 9 juni 2007 med Tonight I Have to Leave It. 
Bandets tredje album Work gavs ut 2010. Det spelades in i Seattle och producerades av den amerikanske indieproducenten Phil Ek, som tidigare hade producerat band som Built to Spill, The Shins och Fleet Foxes.
Fjärde skivan Optica gavs ut 2013 och är producerat av bandet själva tillsammans med Johannes Berglund.
2017 släppte bandet singeln Oh oh som var första singeln från kommande albumet Ease My Mind som släpptes hösten 2017.
2022 kom femte albumet House. 

## Bandmedlemmar
- Adam Olenius - sång, gitarr
- Ted Malmros - bas, slagverk, bakgrundssång
- Carl von Arbin - gitarr, bakgrundssång
- Eric Edman - trummor
- Bebban Stenborg - keyboards, dragspel, klockspel, munspel, sång

## Diskografi
Album
- 2003 – Howl Howl Gaff Gaff
- 2005 – Howl Howl Gaff Gaff (internationell version)
- 2007 – Our Ill Wills
- 2010 – Work
- 2013 – Optica
- 2017 – Ease My Mind
- 2022 – House

EP
- 2003 - 100° EP
- 2004 - Oh, Sweetheart EP
- 2005 - Very Loud EP
- 2005 - The Comeback EP
- 2006 - The Combines EP (remixes)
- 2007 - Tonight I Have To Leave It EP

Singlar
- 2003 - Hurry Up Let's Go / But Then Again No (7' endast)
- 2003 - Shut Your Eyes / We're All Gonna Go
- 2004 - Please Please Please/ Shut Your Eyes (November Recording)
- 2004 - Very Loud / Wish I Was Dead
- 2005 - The Comeback
- 2006 - Please Please Please / We're All Gonna Go
- 2006 - Please Please Please / Go Sadness (2001 Demo)
- 2007 - Tonight I Have to Leave it / Time Left For Love (7' vinyl)
- 2007 - Tonight I Have To Leave It / Tonight I Have To Leave It (Kleerup Remix) (7' vinyl)
- 2008 - Impossible / Hard Rain (Live At Haldern Pop) (7' vinyl)
- 2010 - Walls (free download) / Fall Hard
- 2010 - Fall Hard / Fall Hard Pt. 2 (7' vinyl)
- 2012 - Blue Ice / Forever (7' vinyl)
- 2013 - Walking In Your Footsteps / W.I.Y.F. (Dust Into Diamonds)
- 2013 - Illusions
- 2017 - Oh Oh
- 2017 - Oh Oh (Pt.2)
- 2017 - Jumbo Jet
- 2017 - Porcelain